# Salomon van Ruysdael

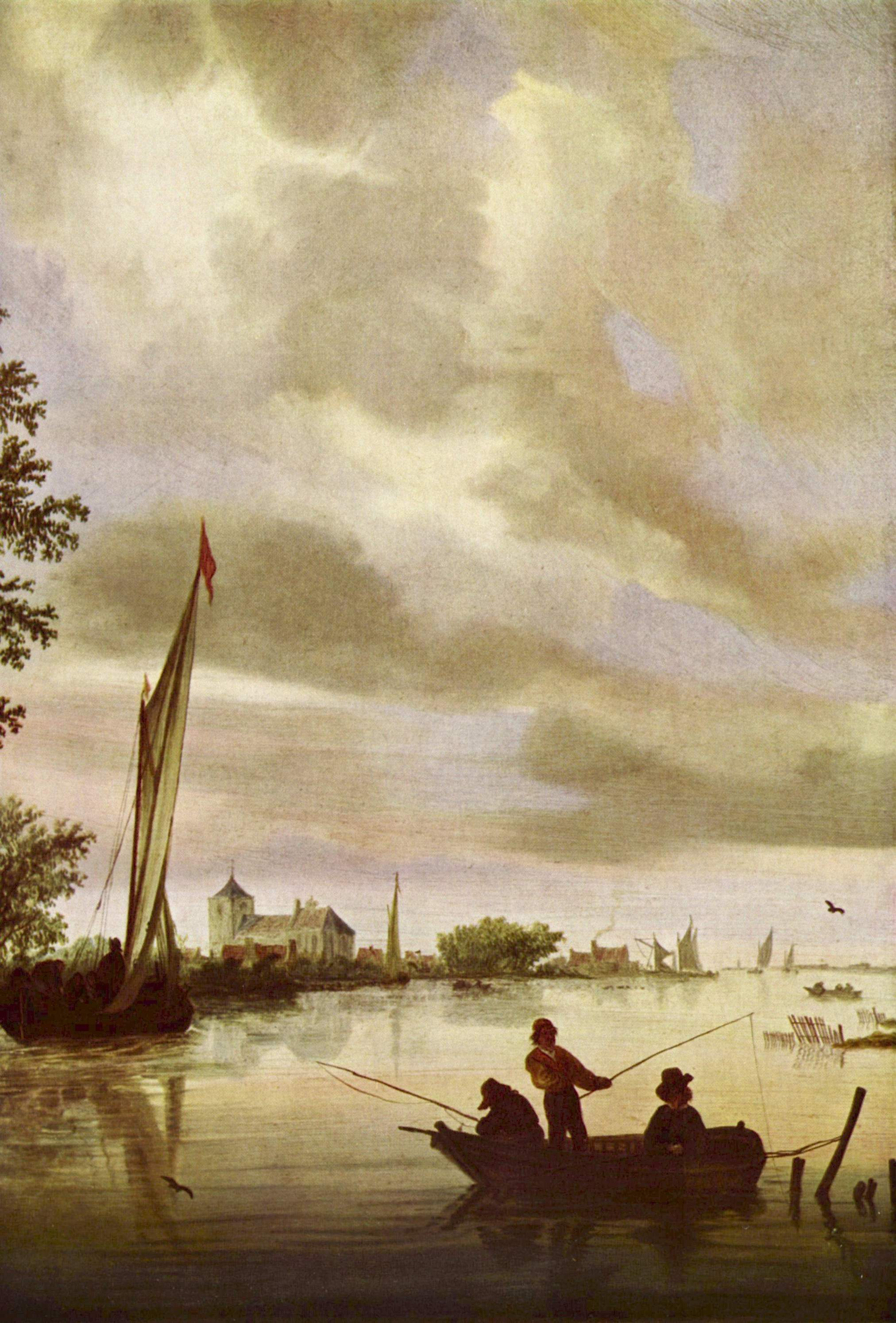
Folyami tájkép (1632)

Salomon van Ruysdael (Naarden, 1600. körül – Haarlem, 1670. november 3.) holland festő és illusztrátor, a folyami és tengeri tájak festője a holland aranykorban.

## Életpályája
Az ő eredeti neve De Goyer, ő és testvére Isaack megváltoztatták nevüket Ruysdael-re.
Salomon van Ruysdael 1623-tól szerepelt a haarlemi festő céh tagjai közt. Valószínűleg Ésaiás van de Velde volt a mestere, aki életképeket, tájképeket és portrékat festett. Salomon van Ruysdael egész életét Haarlemben töltötte, de ellátogatott Hollandia más városaiba is, ahol városképeket festett. Később, az 1630-as években Jan van Goyen hatása alatt folyami tájakat festett monokróm stílusban.
Valószínűleg Salomon van Ruysdael tanítványa volt unokaöccse, a híres folyam- és tengerfestő Jacob van Ruisdael. 
A műgyűjtő Jacques Goudstikker szervezett 1936–ban Salomon van Ruysdael műveiből kiállítást. Goudstikker gazdag művészeti gyűjteménye a második világháborúban nagyrészt Hermann Göring hatókörébe került. A holland kormány lépéseket tett, hogy Goudstikker-gyűjtemény kerüljön vissza a törvényes örökösnő birtokába. A Rijksmuseumban Salomon van Ruysdael két tájképe látható, egy folyami és egy tengeri tájkép.

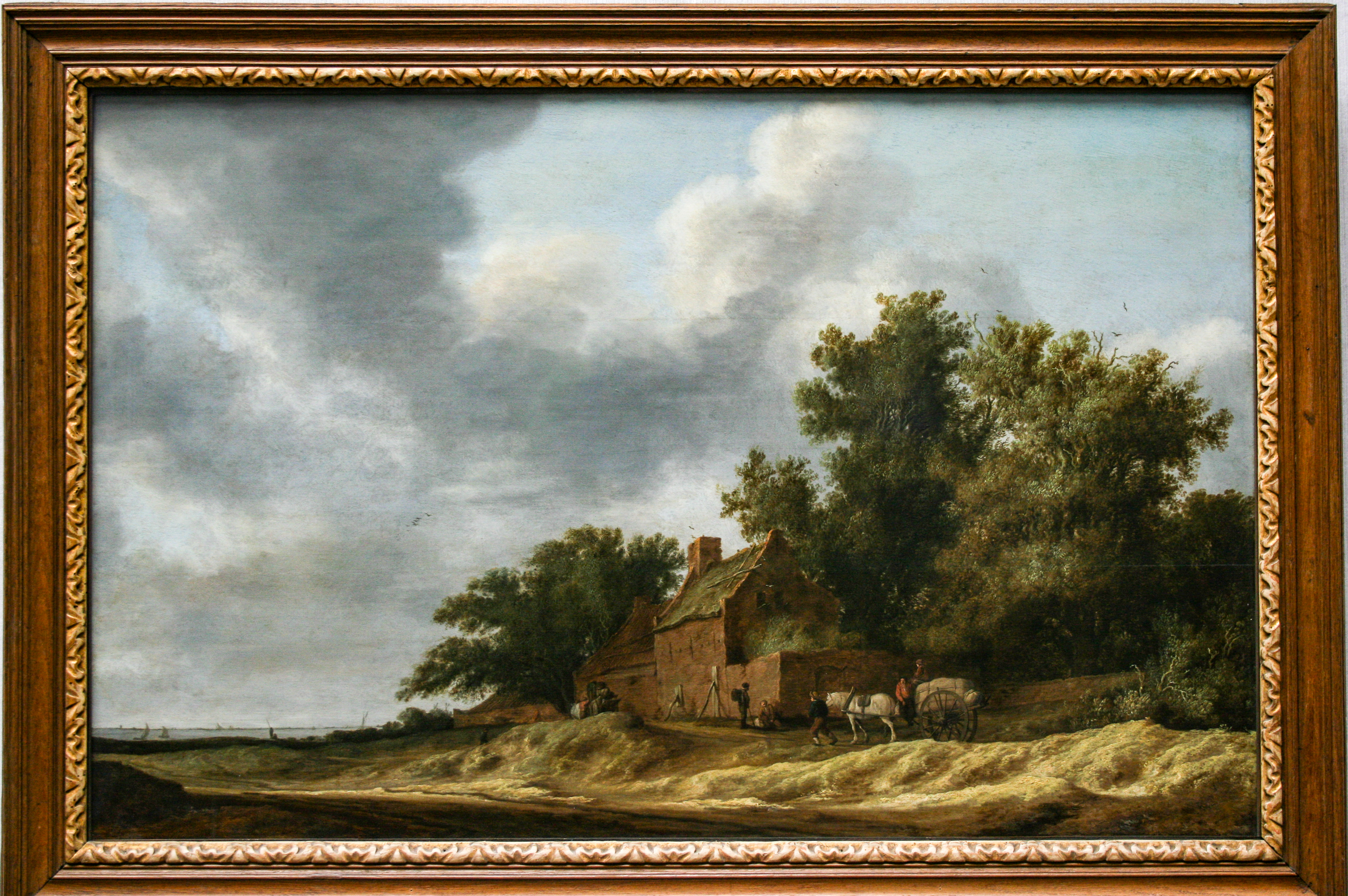
Táj parasztházzal (Gemäldegalerie (Berlin))

## Fordítás
- Ez a szócikk részben vagy egészben a Salomon van Ruysdael című holland Wikipédia-szócikk ezen változatának fordításán alapul.  Az eredeti cikk szerkesztőit annak laptörténete sorolja fel. Ez a jelzés csupán a megfogalmazás eredetét és a szerzői jogokat jelzi, nem szolgál a cikkben szereplő információk forrásmegjelöléseként.